# 2002 PN147
2002 PN147, também escrito como 2002 PN147, é um objeto transnetuniano que está localizado no Cinturão de Kuiper, uma região do Sistema Solar. Este objeto é classificado como um cubewano. Ele possui uma magnitude absoluta de 6,3 e tem um diâmetro estimado com cerca de 242 km.

## Descoberta
2002 PN147 foi descoberto no dia 9 de agosto de 2002 pelo astrônomo Marc W. Buie.

## Órbita
A órbita de 2002 PN147 tem uma excentricidade de 0,000 e possui um semieixo maior de 44,443 UA. O seu periélio leva o mesmo a uma distância de 44,443 UA em relação ao Sol e seu afélio a 44,443 UA.